# Salvador García (Sänger)
Salvador García (* 1921 in San Pedro de las Colonias; †  13. September 1994 in Mexiko-Stadt, Mexiko) war ein mexikanischer Sänger und Schauspieler.

## Leben
García wurde in den 1940er Jahren als Sänger im lokalen Rundfunk von Coahuila bekannt. Später ging er nach Mexiko-Stadt, wo er in Sendungen von XEW und anderen großen Rundfunksendern auftrat. In Miguel Ángel Contreras’ Film Bamba spielte er an der Seite von Tito Junco, Carmen Montejo, Andrés Soler, Víctor Manuel Mendoza, Eduardo Arozamena, Silvia Pinal und anderen. Mit Eduardo Solís trat er als Gesangsduo Blanco y Negro auf.
Er war verheiratet mit Celia Mercado Corona (Hochzeit 3. November 1949) bis zu ihrem Todestag am 4. Januar 1990.